# ストップウオッチ

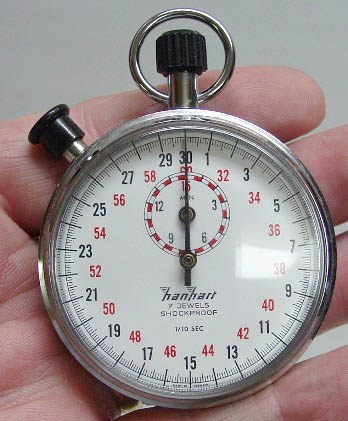
ストップウオッチ（機械式アナログ）

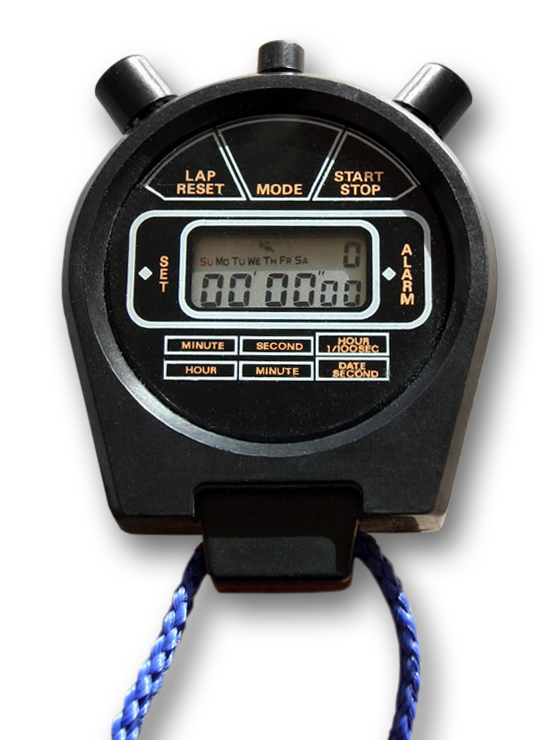
ストップウオッチ（電子式デジタル）

ストップウオッチ（英: stopwatch）は、特定の事象の経過時間を計測することを目的とした時計である。トラック競技（主に陸上競技や競泳など）に代表される、タイムを競う運動競技の結果の記録（計時）や、工場などで作業者の作業分析に用いられる。別名は秒時計（びょうどけい）または精密時計（クロノグラフ、chronograf）。

## 解説
ストップウオッチの原型は、1776年にスイスで作られた。
古典的なものは一般的な時計と同様に文字盤と針を備え、懐中時計と同じような形状をもつ。針は長針が秒針、短針が分針で文字盤には時刻でなく経過時間が表示されている。計測単位には1/5秒と1/10秒のタイプがあり、1/10秒のタイプは長針が30秒で一周する。竜頭を押すことにより時計の針をスタート、ストップさせることで経過時間を記録し、押すごとにスタート、ストップ、リセットとなる。積算式のものはリセットボタンが独立しており、一時停止の状態から再度計測を続けることができる。長針を2つもち、ラップタイムを計測できるものも存在する。
電子技術の進歩により、デジタル時計の出現後は、文字盤も数字表示が使われる例が多い。

## スポーツ競技の計測
現代スポーツの競技大会などでは、人間の目視による状況把握による操作では誤差が生じる問題から、電気計時（人の手を介さない方法）が採用されている。例えば、以下の方法を採用している。
- 計測対象（競技者、乗り物）に発信器（チップ）を埋め込み、ゲートを通過した時刻、経過時間を記録する。
- スタートをピストルなどの合図に連動させる。
- 競技者がゴールした事を光学的、物理的に感知し時間を記録する。